# Камелия сасанква
Камелия сасанква, или Камелия эвгенольная (лат. Camellia sasanqua) — вид растений рода Камелия (Camellia) семейства Чайные (Theaceae), произрастающий в Юго-Восточной Азии.
Применяется как пряность и для получения эвгенола.

## Биологическое описание

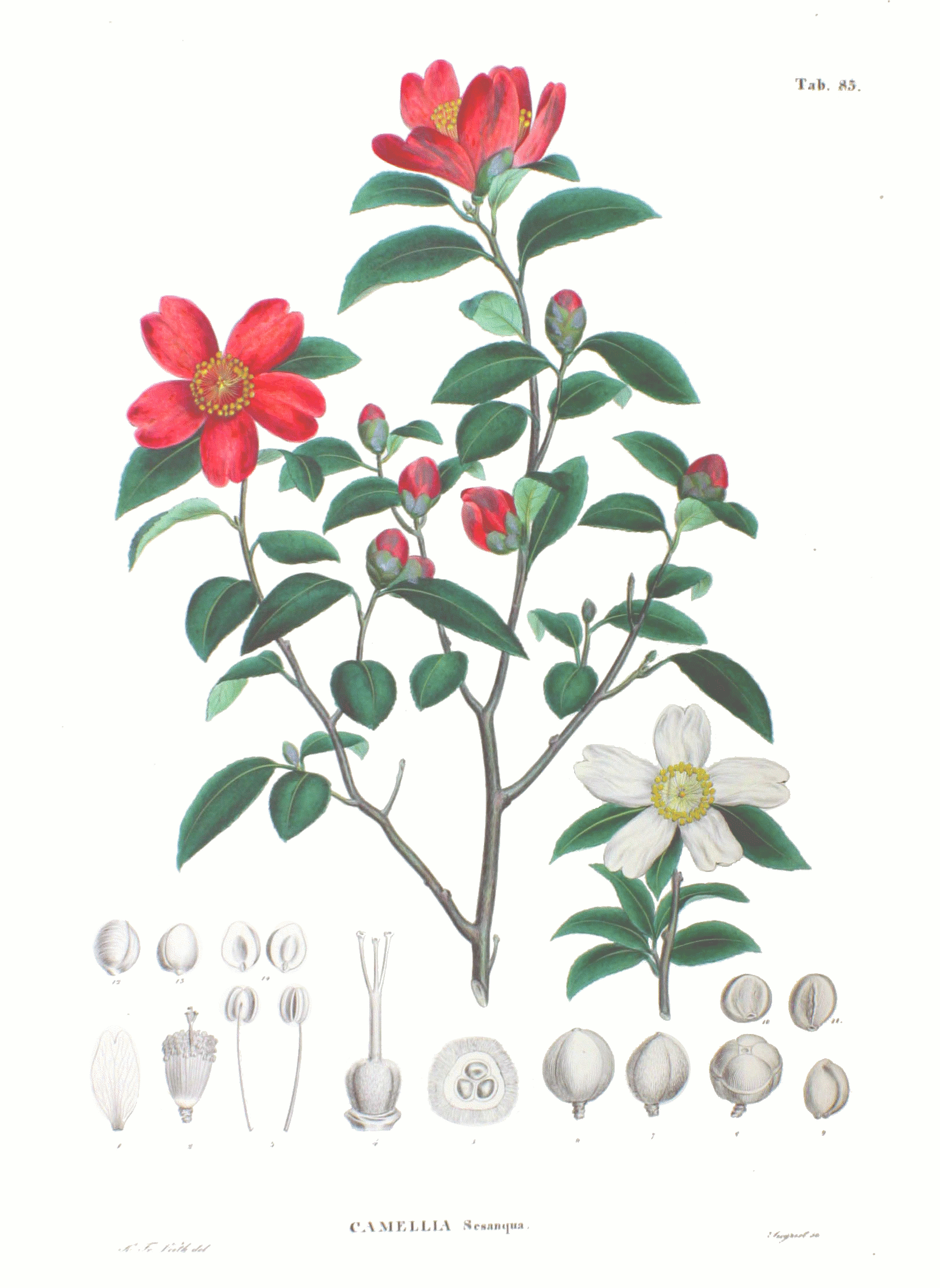
.
Ботаническая иллюстрация из книги Flora Japonica, Sectio Prima Зибольда и Цуккарини, 1870.

Вечнозелёный кустарник или небольшое деревце высотой 250—300 см с распростёртыми ветвями. Молодые побеги опушённые, буро-зелёные или коричневые.
Листья очерёдные, короткочерешковые, кожистые, блестящие, тёмно-зелёные, пильчатые, по центральной жилке опушённые.
Цветки крупные, сидячие, расположены на концах побегов или пазушные. Чашечка опадающая, из пяти бледно-зелёных короткоопушённых чашелистиков, венчик пяти-, реже шестилепестный, лепестки округло-продолговатые, цельнокрайные или слабовыемчатые, белые. Тычинки многочисленные. Пестик один, с верхней густоопушенной завязью.
Плод — деревянистая красно-бурая коробочка, раскрывающаяся обычно тремя створками; в коробочке от одного до пяти, изредка шесть — восемь развитых семян. Семена различной формы, остроугловатые, тёмно-коричневые или почти чёрные.
Цветёт в сентябре—декабре, плоды созревают в октябре—ноябре следующего года.

## Распространение
Встречается в тропиках и субтропиках Восточной и Юго-Восточной Азии. Во многих странах культивируют для получения из семян технического и пищевого масла и как декоративное.
В России культивируют на Черноморском побережье Кавказа как эфиромасличную культуру.
Растет по склонам гор, берегам водоёмов, в подлеске вечнозелёных жестколистных чистых или смешанных лесов, среди кустарников.

## Растительное сырьё
В листьях накапливается до 1 % эфирного масла, основным компонентом которого является эвгенол (до 95 %). Эфирное масло камелии по качеству не уступает гвоздичному, добываемому из цветочных бутонов, цветоножек, недозрелых плодов и листьев гвоздичного дерева. В плодах камелии содержится значительное количество жирного масла (до 60 %).

## Значение и применение
В пищевой промышленности эвгенол применяется при изготовлении консервов и в качестве ароматической пряности, являясь сырьем для получения ванилина.
Жирное масло камелии используется в мыловарении. 
Эвгенол, получаемый из эфирного масла камелии, используется в пищевой и химико-фармацевтической промышленности, а также в микроскопической технике.

## Классификация

### Таксономия
Вид Камелия сасанква входит в род Камелия (Camellia) семейства Чайные (Theaceae) порядка Верескоцветные (Ericales).
|  |                                      |  |                                                             |                                                             |                  |  | ещё 25 семейств (согласно Системе APG II) | ещё 25 семейств (согласно Системе APG II) |                      |  |  |  | ещё около 100—250 видов |
|  |                                      |  |                                                             |                                                             |                  |  | ещё 25 семейств (согласно Системе APG II) | ещё 25 семейств (согласно Системе APG II) |                      |  |  |  | ещё около 100—250 видов |
|  |                                      |  |                                                             | порядок Верескоцветные                                      |                  |  |                                           |                                           | род Камелия          |  |  |  |                         |
|  |                                      |  |                                                             | порядок Верескоцветные                                      |                  |  |                                           |                                           | род Камелия          |  |  |  |                         |
|  | отдел Цветковые, или Покрытосеменные |  |                                                             |                                                             | семейство Чайные |  |                                           |                                           | вид Камелия сасанква |  |  |  |                         |
|  | отдел Цветковые, или Покрытосеменные |  |                                                             |                                                             | семейство Чайные |  |                                           |                                           |                      |  |  |  |                         |
|  |                                      |  | ещё 44 порядка цветковых растений (согласно Системе APG II) | ещё 44 порядка цветковых растений (согласно Системе APG II) |                  |  |                                           | ещё 7—40 родов                            | ещё 7—40 родов       |  |  |  |                         |
|  |                                      |  |                                                             | ещё 44 порядка цветковых растений (согласно Системе APG II) |                  |  |                                           |                                           | ещё 7—40 родов       |  |  |  |                         |